# André Burakovsky
André Marcus Burakovsky (také André Burakowsky * 9. února 1995 Klagenfurt) je švédský hokejový útočník v současné době působící v zámořské NHL, kde nastupuje za tým Chicago Blackhawks.

## Hráčská kariéra

### Juniorská kariéra
V mládí prošel všechny mladežnické třídy klubu Malmö Redhawks, v sezoně 2011/12 debutoval v nejvyšší švédské juniorské lize SuperElit. Za 42 odehraných zápasů si připsal 42 kanadských bodů, později doprovázel národní tým Švédská kategorie do 18 let na mistrovství světa, kde získal stříbrnou medaili. Předtím se podílel na zisku stříbrné medaile na Memoriálu Ivana Hlinky 2011, taktéž i na světové akci pro kategorie do 17 let. V srpnu 2012 se podruhé zúčastnil Memoriálu Ivana Hlinky, kde s národním týmem tentokrát obsadili třetí místo. Později byl draftován v KHL ze 102. pozice týmem SKA Petrohrad.
Následující sezónu 2012/13 měl profesionální debut ve švédské Elitserien. V lize odehrál větší část zápasů než v mládežnických ligách. V hlavním týmu Malmö odehrál 43 zápasů. Taktéž se účastnil se švédským národním týmem mistrovství světa do 18 let, se kterým vybojovali stříbrné medaile. V roce 2013 byl draftován v prvním kole z 23. pozici týmem Washington Capitals.

### Kariéra v zámoří
V srpnu 2013 vstoupil do kanadské ligy Ontario Hockey League (OHL), kde hrával za klub Erie Otters, který si ho vybral z CHL import draftu ve stejném roce z pátého místa. Taktéž podepsal smlouvu na jeden měsíc s Washingtonem Capitals. V klubu Erie Otters odehrál celou část sezony, v níž nastřádal 87 bodů z 57 odehraných zápasů. V období přestávky ligy reprezentoval švédský národní juniorský tým na mistrovství světa juniorů a dosáhl tam znovu na stříbrnou medaili.
Se začátkem sezony 2014/15 odehrál první dva zápasy na farmě týmu Hershey Bears, poté se připojil k týmu Capitals. Debut v NHL uskutečnil 9. října 2014 proti kanadskému Montrealu Canadiens. V utkání vstřelil svůj první gól. Hlavní trenér Capitals Barry Trotz má v plánů ho rekvalifikovat z levého křídla na centra.

## Prvenství
- Debut v NHL - 9. října 2014 (Washington Capitals proti Montreal Canadiens)
- První gól v NHL - 9. října 2014 (Washington Capitals proti Montreal Canadiens, kanadskému brankáři Carey Price)
- První asistence v NHL - 11. října 2014 (Boston Bruins proti Washington Capitals)

## Klubové statistiky
| Sezóna       | Klub                | Soutěž       |     | Základní část | Základní část | Základní část | Základní část | Základní část |    | Play off | Play off | Play off | Play off | Play off |
| Sezóna       | Klub                | Soutěž       | Z   | G             | A             | B             | TM            | Z             | G  | A        | B        | TM       |          |          |
| 2011–12      | Malmö Redhawks 20   | SE-20        | 42  | 17            | 25            | 42            | 43            | 5             | 1  | 4        | 5        | 2        |          |          |
| 2011–12      | Malmö Redhawks      | HAll         | 10  | 0             | 1             | 1             | 0             | 3             | 0  | 0        | 0        | 0        |          |          |
| 2012–13      | Malmö Redhawks 20   | SE-20        | 13  | 3             | 4             | 7             | 8             | 3             | 1  | 2        | 3        | 8        |          |          |
| 2012–13      | Malmö Redhawks      | HAll         | 43  | 4             | 7             | 11            | 8             | —             | —  | —        | —        | —        |          |          |
| 2013–14      | Erie Otters         | OHL          | 57  | 41            | 46            | 87            | 35            | 14            | 10 | 3        | 13       | 2        |          |          |
| 2014–15      | Washington Capitals | NHL          | 53  | 9             | 13            | 22            | 10            | 11            | 2  | 1        | 3        | 0        |          |          |
| 2014–15      | Hershey Bears       | AHL          | 13  | 3             | 4             | 7             | 6             | 1             | 1  | 0        | 1        | 0        |          |          |
| 2015–16      | Washington Capitals | NHL          | 79  | 17            | 21            | 38            | 12            | 12            | 1  | 0        | 1        | 6        |          |          |
| 2016–17      | Washington Capitals | NHL          | 64  | 12            | 23            | 35            | 14            | 13            | 3  | 3        | 6        | 2        |          |          |
| 2017–18      | Washington Capitals | NHL          | 56  | 12            | 13            | 25            | 27            | 13            | 2  | 4        | 6        | 4        |          |          |
| 2018–19      | Washington Capitals | NHL          | 76  | 12            | 13            | 25            | 14            | 7             | 1  | 1        | 2        | 0        |          |          |
| 2019–20      | Colorado Avalanche  | NHL          | 58  | 20            | 25            | 45            | 22            | 15            | 7  | 10       | 17       | 4        |          |          |
| 2020–21      | Colorado Avalanche  | NHL          | 53  | 19            | 25            | 44            | 10            | 10            | 1  | 3        | 4        | 4        |          |          |
| 2021–22      | Colorado Avalanche  | NHL          | 80  | 22            | 39            | 61            | 18            | 12            | 3  | 5        | 8        | 2        |          |          |
| 2022–23      | Seattle Kraken      | NHL          | 49  | 13            | 26            | 39            | 14            | —             | —  | —        | —        | —        |          |          |
| 2023–24      | Seattle Kraken      | NHL          | 49  | 7             | 9             | 16            | 14            | —             | —  | —        | —        | —        |          |          |
| 2024–25      | Seattle Kraken      | NHL          | 79  | 10            | 27            | 37            | 12            | —             | —  | —        | —        | —        |          |          |
| Celkem v NHL | Celkem v NHL        | Celkem v NHL | 696 | 153           | 234           | 387           | 167           | 93            | 20 | 27       | 47       | 22       |          |          |

## Reprezentace
| Rok                       | Tým                       | Soutěž                    | Z  | G  | A  | B  | TM |
| ------------------------- | ------------------------- | ------------------------- | -- | -- | -- | -- | -- |
| 2012                      | Švédsko 18                | MS-18                     | 6  | 0  | 3  | 3  | 0  |
| 2013                      | Švédsko 18                | MS-18                     | 5  | 4  | 1  | 5  | 4  |
| 2014                      | Švédsko 20                | MSJ                       | 7  | 3  | 4  | 7  | 0  |
| 2016                      | Švédsko                   | MS                        | 3  | 1  | 0  | 1  | 12 |
| Juniorská kariéra celkově | Juniorská kariéra celkově | Juniorská kariéra celkově | 34 | 16 | 16 | 32 | 24 |
| Seniorská kariéra celkově | Seniorská kariéra celkově | Seniorská kariéra celkově | 3  | 1  | 0  | 1  | 12 |